# Bakau
Bakau es un pueblo en la costa de Gambia, ubicado a 9 km aproximadamente al oeste de Banjul. Es conocido por sus jardines botánicos, su piscina de cocodrilos en el barrio de Kachikali y por sus playas en Cape Point. Debido a su carácter eminentemente residencial y a la proliferación de lujosos hoteles y negocios relacionados con el turismo, es probablemente, en la actualidad, la ciudad más desarrollada de Gambia.[cita requerida]

## Historia.
Cuenta la leyenda que Bakau creció en torno a la piscina sagrada de cocodrilos, en el distrito central de Bakau, Kachikally. Bakau en sí, es ya un pequeño pueblo en el umbral del siglo XIX y creció en importancia, ya que se convirtió en el lugar favorito de residencia privada de los administradores coloniales, especialmente a lo largo de las hermosas playas bordeadas de palmeras. A pesar de ser una ciudad importante, el antiguo pueblo todavía existe, y se rige como cualquier otro en Gambia, con un álcali y dividido en Kabilos. Existe una mucho más pequeña aldea en el antiguo pueblo, llamada Bakau Wasulung Kunda, indicando el origen inmigrante de sus habitantes. 
A medida que la gente comenzó a salir de Banjul, el gobierno asignó zonas residenciales, que crecieron rápidamente alrededor de la antigua población, adquiriendo en el proceso nuevos nombres como Fajara, New Town o Cape Point.

## Patrimonio
- Jardín Botánico de Bakau